# دايفيد بيري
دايفيد بيري (بالإنجليزية: David Berry )‏ (و. 1984  م) هو ممثل كندي، ولد في تورونتو.

## وصلات خارجية
- دايفيد بيري على موقع IMDb (الإنجليزية)
- دايفيد بيري على موقع قاعدة بيانات الفيلم (الإنجليزية)

- دايفيد بيري في قاعدة بيانات الأفلام على الإنترنت